# ジョーゼフ・E・レヴィーン

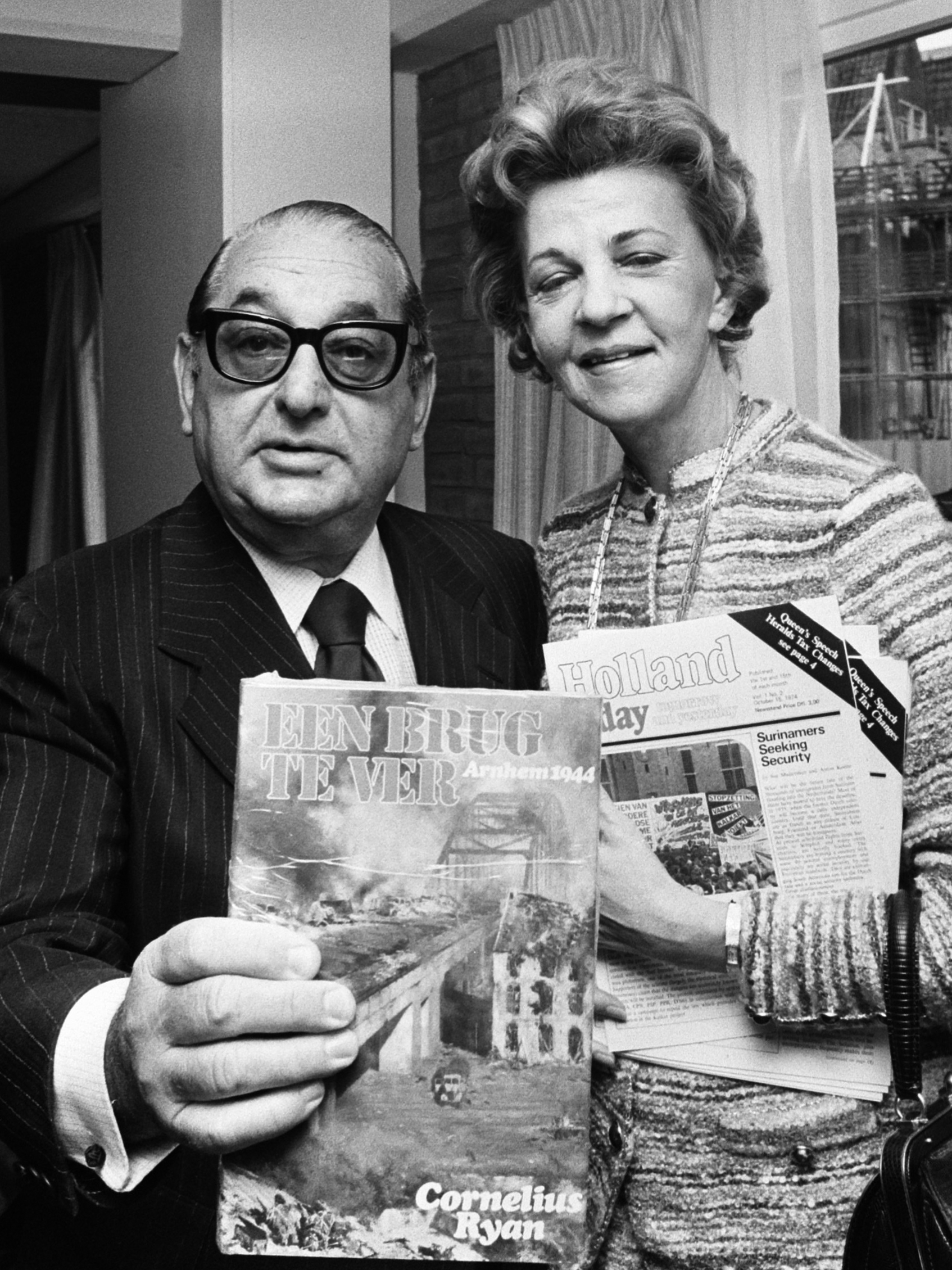
『遠すぎた橋』の原作者コーネリアス・ライアンの妻であるキャシー・ライアンとともに。1975年撮影。

ジョセフ・エドワード・ラヴィーン（英: Joseph Edward Levine、1905年9月9日 – 1987年7月31日）は、アメリカ合衆国の映画プロデューサーである。日本ではその名をフランス語式に発音したジョーゼフ・レヴィーンという表記も見られるが、本人はアメリカ生まれのアメリカ人（両親はロシア系ユダヤ人移民）であり、フランス語との接点は全くない。

## 人物
マサチューセッツ州ボストン出身。彼の設立したインディペンデント映画会社エンバシー・ピクチャーズは、『ヘラクレス』、『大いなる野望』、『ハーロウ』、『冬のライオン』、『卒業』、『ひまわり』といった映画の製作と配給を行ってきた。因みにレヴィーンは1974年に同社を退社している。
1959年に公開された『ヘラクレス』から始まった映画業界における大々的な宣伝手法を確立した人物としてよく知られている。彼はまた、アメリカに『ゴジラ』を持ち込んだきっかけとなった人物でもある。ラヴィーンは『霧の夜の戦慄』において、音楽にピート・ルゴロを採用し、全体の映像を白黒にしながら流血シーンだけ赤くするという手法をとった。ラヴィーンは、かつて1920年代後半から1930年代にかけてRKOで『キングコング』などの宣伝を行ったテリー・ターナーを雇った。ラヴィーンとターナーによる宣伝は一般大衆だけでなく、映画業界や映画館主たちに対しても行われた。
1964年、長年の功績が認められ ゴールデングローブ賞セシル・B・デミル賞を受賞。
1987年、コネチカット州グリニッジにて死去。81歳没。

## 主なプロデュース作品
- 『タトゥー／彩られた罠』（日本未公開）Tattoo（1981）
- 『マジック』Magic（1978）
- 『遠すぎた橋』A Bridge Too Far（1977）
- 『風来坊／花と夕日とライフルと…』My Name Is Trinity（1970）
- （日本未公開）The Spy with a Cold Nose（1966）
- 『ハーロー』Harlow（1965）
- 『愛よいずこへ』Where Love Has Gone（1964）
- （日本未公開）Only One New York（ドキュメンタリー）（1964）
- 『大いなる野望』The Carpetbaggers（1964）
- 『軽蔑』Contempt（1963）
- 『禁じられた抱擁』The Empty Canvas（1963）
- 『アラジンと女盗賊』Le Meraviglie di Aladino（1961）
- 『海賊の王者』Morgan, the Pirate（1961）
- （日本未公開）Gaslight Follies（ドキュメンタリー）（1945）

### 製作総指揮
- 『イルカの日』The Day of the Dolphin（1973）
- （日本未公開）Thumb Tripping（1972）
- （日本未公開）Rivals（1972）
- 『風来坊 II／ザ・アウトロー』Trinity Is STILL My Name!（1971）
- 『愛の狩人』Carnal Knowledge（1971）
- 『C・C・ライダー』C.C. and Company（1970）
- 『西部番外地』Macho Callahan（1970）
- 『ソルジャー・ブルー』Soldier Blue（1970）
- （日本未公開）The Adventurers（1970）
- 『ひまわり』Sunflower（1970）
- （日本未公開）Don't Drink the Water（1969）
- 『怪物の狂宴』Mad Monster Party?（1969、アニメ映画）
- 『冬のライオン』The Lion in Winter（1968）
- 『プロデューサーズ』The Producers（クレジットなし）（1968）
- 『卒業』The Graduate（1967）
- 『大列車強盗団』Robbery（1967）
- 『カロリーナ』The Tiger and the Pussycat（1967）
- （日本未公開）Woman Times Seven（1967）
- （日本未公開）The Caper of the Golden Bulls（1967）
- （日本未公開）A Man Called Adam（1966）
- 『アンデルセン物語』The Daydreamer（1966）
- 『ネバダ・スミス』Nevada Smith（1966）
- 『オスカー』The Oscar（1966）
- （日本未公開）Where the Bullets Fly（1966）
- （日本未公開）Sands of the Kalahari（1965）
- 『ダーリング』Darling（クレジットなし）（1965）
- 『殺しの免許証』The Second Best Secret Agent in the Whole Wide World（1965）
- 『あゝ結婚』Marriage Italian-Style（クレジットなし）（1964）
- 『宇宙大戦争 サンタvs.火星人』Santa Claus Conquers the Martians（1964）
- 『ズール戦争』Zulu（クレジットなし）（1964）
- 『ソドムとゴモラ』The Last Days of Sodom and Gomorrah（1962）
- （日本未公開）Boys' Night Out（1962）
- 『夜への長い旅路』Long Day's Journey Into Night（1962）
- 『ふたりの女』Two Women（クレジットなし）（1960）
- （日本未公開）Tempi duri per i vampiri（1959）
- 『怪獣王ゴジラ』Godzilla, King of the Monsters!（1956）
- （日本未公開）Walk Into Paradise（1956、アメリカ本国でのリリース時のタイトルはWalk into Hell[3]）
- 『霧の夜の戦慄』Jack the Ripper（1947）

## 名言
- 「宣伝が的を射たものであれば大衆のすべてを欺くことすら可能だ」（どんな駄作でも宣伝次第で興行成績は上がる）
You can fool all of the people if the advertising is right.[4]

## 備考
- 『ファンタスティック・フォー』の#48には、ザ・シングが燃え立った空を見て「ジョセフ・E・ラヴィーンによる映画の宣伝だ」と言う場面がある[5]。